# Żegrowo (przystanek kolejowy)
Żegrowo - wąskotorowy kolejowy przystanek osobowy w Żegrowie, woj. wielkopolskim, w Polsce.